# 馬克·馬爾克斯
馬克·馬昆斯（西班牙語：Marc Márquez Alentà，1993年2月17日—）是一名西班牙籍的世界摩托車錦標賽賽車手，代表杜卡迪聯想車隊參賽。截至2021年為止已奪得全部級別八座世界冠軍。
马克·马奎斯1993年2月17日出生於西班牙，從小父親便栽培其成為一位賽車手。馬奎斯曾連續奪得MotoGP六屆世界冠軍，實力非凡，同時他也是65年的MotoGP歷史中，備受矚目的超級新星，其他三位是邁克·海爾伍德、菲爾·瑞德和瓦倫蒂諾·羅西。馬奎斯於2010年取得125c.c.級別的世界冠軍，並在2012年取得Moto2級別的世界冠軍，2013年升為MotoGP選手並以新秀之姿奪得摩托車界賽車殿堂最高榮耀：MotoGP世界冠軍，成為GP史上最年輕的世界冠軍，而該年更創下許多紀錄。翌年2014年開季即拿下十連勝，到了第11站Brno連勝紀錄才被隊友丹尼·佩卓沙停止，後於該年第15站茂木賽道的比賽中奪得第二名並提前奪得MotoGP世界冠軍，該年亦寫下多項紀錄。2015年馬奎斯的賽季並不順利，總計有6次的DNF（未完賽），並於賽季尾聲與瓦倫蒂諾·羅西發生衝突引發媒體及社群網站大肆討論，該年馬奎斯以年度第三名作收。被外界喻為下一個瓦倫蒂諾·羅西。
其胞弟亞歷克斯·馬爾克斯也是世界摩托車錦標賽賽車手，現在為MotoGP級別的選手，目前效力於杜卡迪衛星車隊格雷西尼車隊，兩人在2024年成為隊友。

## 職業生涯

### 125時代
出生在加泰隆尼亞的塞爾韋拉，馬爾克斯首次在登場是在 2008年 4 月 13 日於 125cc 級別的 2008 年葡萄牙站，以 15 歲又 56 天之姿 ；馬爾克斯取得他第一次的頒獎台則是於 2008 年 6 月 22 日的英國站。在 2009 年，他加盟為 KTM 廠隊的車手，且在法國站中取得他的第一次的杆位，當時僅有 16 歲又 89 天。並且他也取得了 2010 年西班牙站的杆位，但在正賽開場圈時排氣管掉下來使得後輪碾壓了過去，造成馬爾克斯摔車並使肩膀受了傷。他的第一場勝利是在義大利的 Mugello 賽道於 2010 年 6 月 6 日。並在的接下來的三場比賽中取得了進一步的勝利於 Silverstone 、 Assen 以及 Catalunya ，這使得馬爾克斯成為連續贏得四次比賽的最年輕車手。他在 Sachsenrin 的第五場連勝是 Derbi 在錦標賽中的第一百場勝利，並且馬爾克斯成為了第一個於125級別的比賽取得五連勝的車手自從瓦倫蒂諾·羅西在1997年。
他在接下來的比賽表現並不佳，在 Motorland Aragon 的第一個彎道被 Randy Krummenache 捲入了一場意外，排名下降到第三，積分榜上也落後 Nicolás Terol 和 Pol Espargaró 一點。

### Moto2級別

#### 2011
2011年賽季馬奎斯贏的了七站分站冠軍並與斯蒂芬·布雷德（Stefan Bradl）爭奪第一，但是，在隨後的第17輪馬來西亞大獎賽的自由奔跑期間，馬奎斯摔車並傷到了左眼視力，他錯過了剩下的兩場比賽。該年馬奎斯以年度第二坐收。

#### 2012
2012年馬奎斯傷後復出，五月，MotoGP的本田車隊凱西·斯通納（Casey Stoner）宣布退休，馬奎斯成為下個賽季的候選人。2012年馬奎斯贏得了Moto2冠軍並在2013賽季開始，他將頂替斯通納進入MotoGP級別。

### MotoGP級別

#### 2013
馬奎斯2012年在Moto2獲得世界冠軍後於2013年升上MotoGP組別。因為凯西·斯通纳於2012年宣布退休離開世界摩托車錦標賽，本田廠隊Repsol Honda Team出現空缺，Repsol Honda Team車隊經理中本修平相中馬奎斯的天份，簽下馬奎斯。
在加入Repsol Honda Team後，馬奎斯馬上展現其驚人的天賦與才能，在初升上MotoGP組別的第一年，賽季最後以4分之差擊敗荷黑·洛倫佐，以菜鳥之姿（新秀、rookie）奪得2013年世界摩托車錦標賽世界冠軍，並以20歲又63天的年紀，成為MotoGP史上最年輕的世界冠軍，打破弗雷迪‧史賓賽於1982年設下的21歲又258天紀錄。該年馬奎斯也因拿下最多杆位獲得了杆位王獎項，贏得安全車贊助商提供的BMW M Award，獲得BMW M4 Coupé一輛。
2013年賽季寫下的紀錄（最高級別）：
最年輕的世界冠軍－20歲又63天（打破弗雷迪‧史賓賽於1982年設下的21歲又258天）
最年輕的分站冠軍－2013賽季的第二場比賽，美國德州奧斯汀站，成為史上最年輕的分站冠軍，20歲又63天。（打破1982年弗雷迪‧史賓賽21歲又258天的紀錄）
最年輕的杆位得主－2013賽季的第二場比賽，美國德州奧斯汀站，成為史上最年輕的杆位得主，20歲又62天。（打破1982年弗雷迪‧史賓賽21歲又257天的紀錄）
登上頒獎台次數最多的新秀－在賽季中奪得了16次的前三名，即登上了16次的頒獎台（該年有18場比賽）
獲得最多積分的新秀－總積分334分

#### 2014
雖然在2014賽季開始前，馬奎斯在西班牙家鄉附近的越野賽道Cervera摔斷腳，使他無法參加今年新賽季前的測試，但2014年賽季的馬奎斯一開季便勢如破竹，寫下驚人的十連勝。
馬奎斯於開幕站卡達的羅賽爾國際賽車場拿下Pole to win（獲得杆位並拿下分站冠軍）的首勝，而後接連在美國的美國德州奧斯汀站、今年賽季初加入MotoGP賽程的阿根廷站、家鄉西班牙赫雷斯賽道站、法國利曼薩爾特賽道站拿下五連Pole to win；接著於義大利站、加泰隆尼亞站、荷蘭亞森賽道站、德國薩克森靈站、美國印第安納波里斯站拿下十連勝，到了第11站捷克Brno站連勝紀錄才被隊友丹尼·佩卓沙停止，雖然如此，在之後的第12站英國銀石賽道馬奎斯再度獲得分站冠軍，不過接下來的聖馬力諾站、西班牙亞拉岡站皆以轉倒DNF收場，然後在該年第15站日本茂木站的比賽中獲得第二名而提前封王，再度衛冕成功奪得2014年MotoGP世界冠軍，在提前封王後，雖然澳洲菲利浦島站未登上頒獎台，最後兩站馬來西亞雪邦站、西班牙瓦倫西亞站拿下分站冠軍，2014年賽季馬奎斯總計奪下13座的分站冠軍，也成為了GP史上最年輕的衛冕世界冠軍。該年亦以破紀錄的13座杆位衛冕杆位王，贏得安全車贊助商提供的BMW M Award，獲得BMW M4 Coupé一輛。
2014年賽季寫下的紀錄（最高級別）：
最年輕二連霸世界冠軍－21歲又237天（打破麥克‧海伍德23歳又152天）
單一賽季中最多勝場紀錄－13座分站冠軍（超越瓦倫蒂諾·羅西2002、2005年11勝；麥克·杜漢1997年12勝）
單一賽季中最多杆位記錄－13座杆位起跑（超越凱西·斯通納2011年、麥克·杜漢1997年12座杆位起跑）
追平單一賽季中十連勝紀錄－追平賈科莫‧奧古斯提尼1968年（10場比賽）、1969年（12場比賽）、1970年（11場比賽）；麥克·杜漢1997年（15場比賽）
追平單一賽季中開季十連勝－追平賈科莫‧奧古斯提尼1970年
最年輕在頂級賽事中拿下十連勝的車手－21歲又174天（打破麥克‧海伍德24歲又94天，1964年在賽季15場比賽中拿下10連勝的紀錄）
第一位MotoGP拿下Back-To-Back世界冠軍的西班牙車手
本田第一位在本田擁有的茂木賽道上贏得世界冠軍的車手（車廠廠隊車手於車廠主場獲勝）
世界摩托車錦標賽首對兄弟檔在同一年度、不同級別獲得年度冠軍－哥哥馬克·馬爾克斯：MotoGP世界冠軍、弟弟Álex Márquez：Moto3世界冠軍

#### 2015

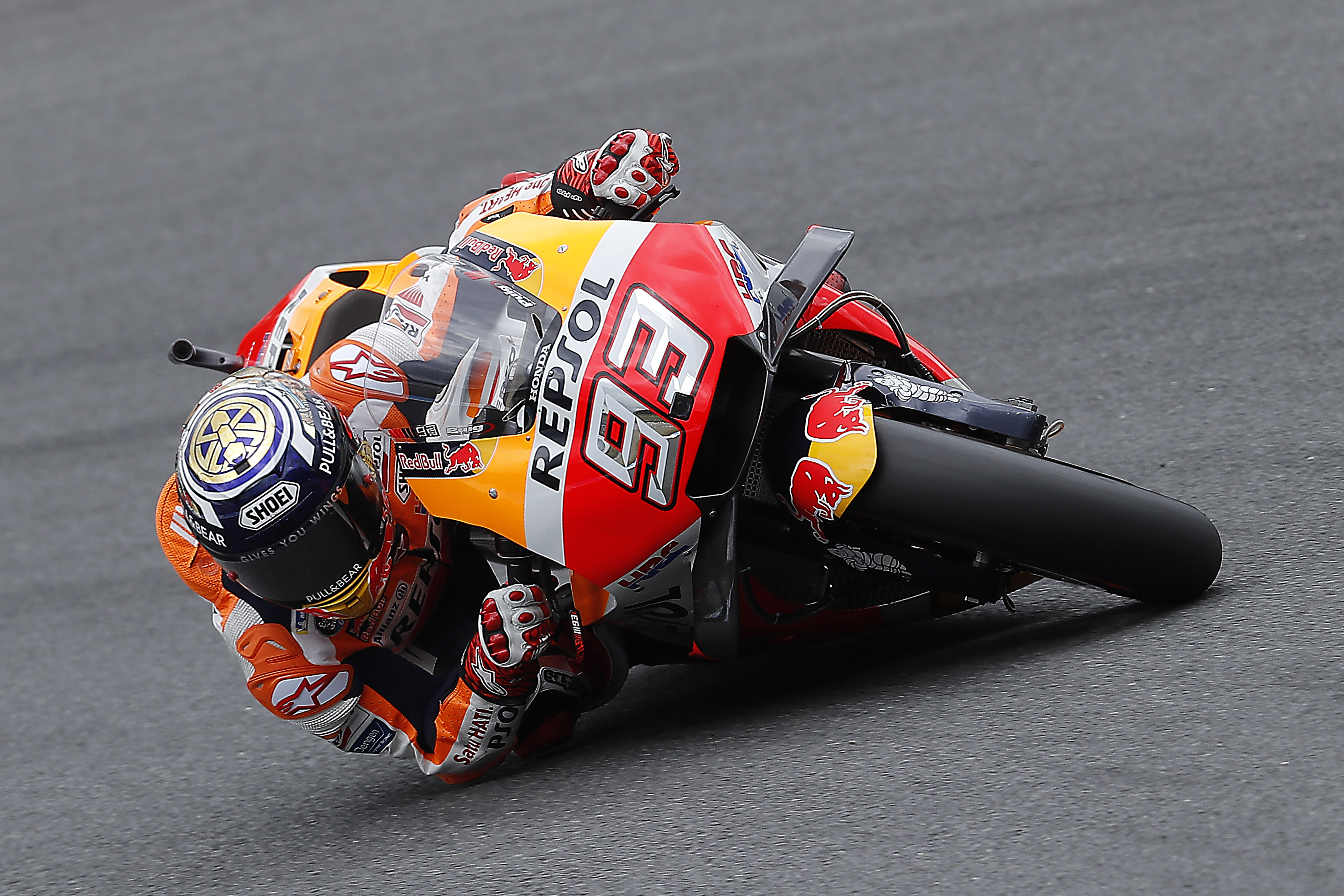
馬克·馬爾克斯在2018年日本大奖赛上

馬爾克斯向來以較具侵略性的騎乘方式出名，常在場上與其他車手競爭，而這樣的騎乘方式加上2015年RC213V引擎特性太過激進，讓他今年的摔車率明顯提升。在今年的馬來西亞站，賽前記者會羅西針對上一站飛利浦島站對馬爾克斯提出質疑，質疑他刻意介入其與荷黑．洛倫佐的冠軍爭奪戰，意圖幫助洛倫佐，但事實是在飛利浦島站的比賽中，馬爾克斯在最後一圈超越了洛倫佐取得分站冠軍，而羅西排在第四。在馬來西亞正賽中，馬爾克斯與羅西纏鬥數圈，爭奪第三名位置，有些賽評視為馬爾克斯對羅西的惡意爭鬥，但馬爾克斯本人否認，表示其是在努力爭取頒獎台位置，而羅西在纏鬥數圈後始終無法擺脫馬爾克斯，比賽途中數度轉頭看向馬爾克斯，甚至比出手勢，在第七圈羅西進入第十四彎時，刻意減速並提正車身，迫使馬爾克斯改變進彎路線，將他逼離賽道，最後造成馬爾克斯與羅西擦撞轉倒，引起對於兩人之間相當多的討論，羅西也因此行為遭到賽會懲罰，記點三點。對於此次事件，香港媒體稱之為「羅馬碰撞 （页面存档备份，存于）」，可參考摩托筆記－不完美的英雄們 （页面存档备份，存于）有對其詳細的探討。

#### 2019

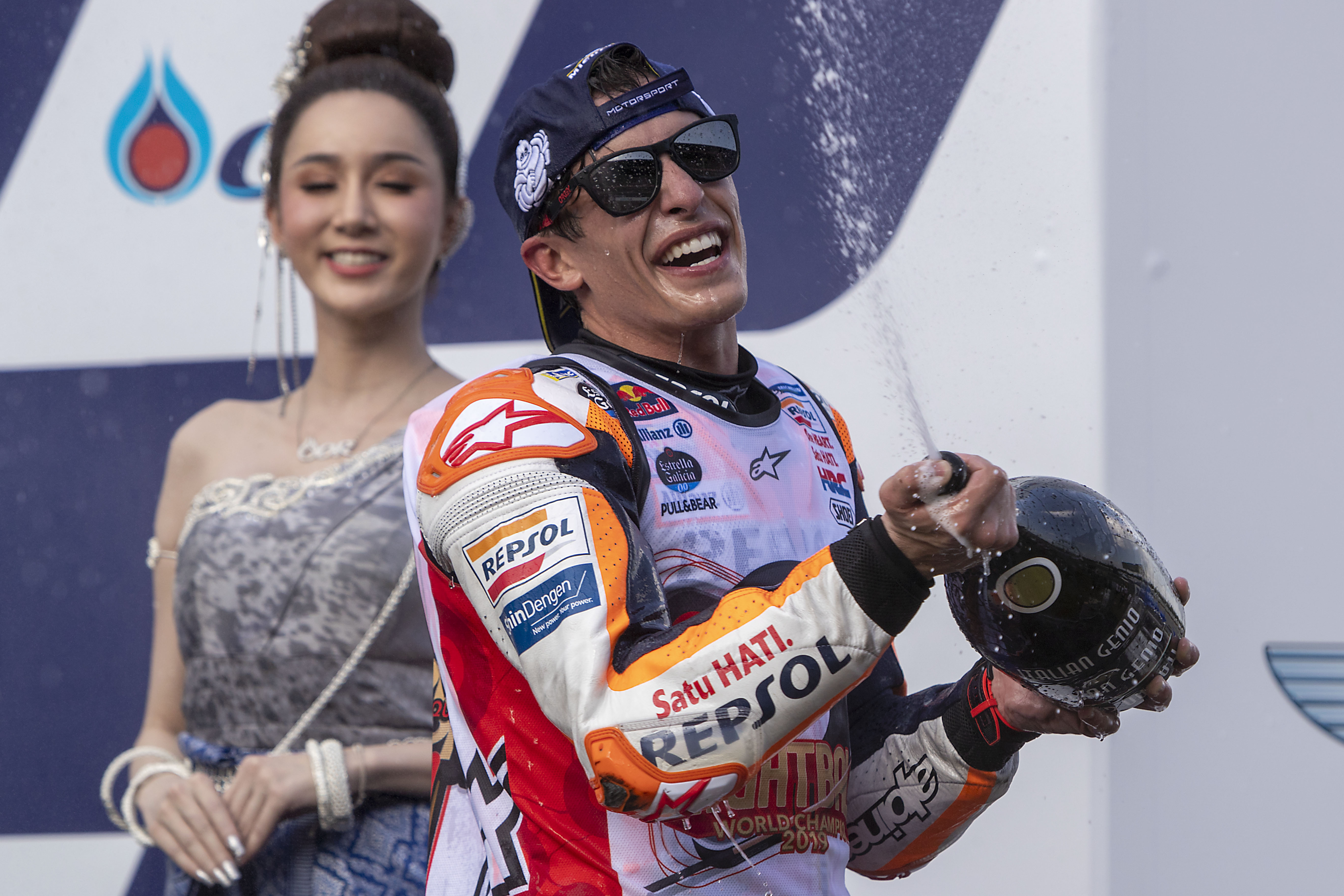
馬爾克斯贏得19年泰國大獎賽並在此站提前封王後，在領獎台上噴灑香檳。

2019年8月4日MotoGP賽季地十站：捷克賽道，馬爾克斯以2.4秒的差距贏得個人生涯在頂級賽事上的第50勝，成為史上第四位達成此成就的車手。馬昆斯在2019年泰國站上與法比奧·夸特拉羅（Fabio Quartararo）爭奪最後一圈並勝利後，馬昆斯在泰國武里南國際賽車場贏得了他的第六次MOTOGP世界冠軍和個人全級別第八次世界冠軍。

#### 2020
因摔傷右臂肱骨而退出2020年世界摩托車錦標賽，由斯特凡·布拉德爾替補席位。

#### 2021
馬爾克斯已於2021年4月18日葡萄牙站復出，第七名完賽。
2021年6月20日，德國大獎賽上，馬爾克斯在練習賽中表現出良好的速度後，獲得了第二排的資格。在比賽中，他在前幾圈取得領先並保持領先，擊退了衝鋒陷陣的米格爾·奧利維拉，取得了他 581 天以來的首場勝利，並在薩克森林賽道上連續第 11 次獲勝。

#### 2022
2022年3月20日，印尼大獎賽上，馬爾克斯在練習賽中highside轉倒，送醫檢查後，有輕微腦震盪與外傷，並且複視症狀復發，錯過印尼大獎賽及阿根廷大獎賽。
馬爾克斯於2022年4月10日美國站復出，在起跑遇到機械問題的狀況下，仍以第六名完賽。
馬爾克斯於義大利大獎賽後，將前往美國動刀，他後來在梅奧診所對右肱骨進行了第四次手術後，從加泰羅尼亞回合開始無限期缺陣矯正骨骼的30 度旋轉，退出2022年世界機車錦標賽，由斯特凡·布拉德爾替補席位。

#### 2023
2023年10月4日，經雙方同意馬爾克斯與本田在2023年世界摩托車錦標賽賽季結束時提前終止為期四年的合約，和平分手。
2023年10月12日，馬爾克斯宣布2024年賽季加盟杜卡迪衛星車隊格雷西尼車隊，與胞弟亞歷克斯·馬爾克斯成為隊友。

#### 2024
2024年6月5日，宣布2025年賽季加盟杜卡迪聯想車隊，取代埃尼亞·巴斯蒂尼尼的廠隊車手位置，與弗朗切斯科·巴尼亞亞成為隊友，並簽約至2026年。

## 職業生涯統計
| 賽季 | 級別   | 車種             | 車隊                     | 比賽 | 勝場 | 頒獎台 | 桿位 | 最快單圈 | 分數 | 名次 |
| ---- | ------ | ---------------- | ------------------------ | ---- | ---- | ------ | ---- | -------- | ---- | ---- |
| 2008 | 125cc  | KTM FRR 125      | 力豹仕KTM 125cc          | 13   | 0    | 1      | 0    | 0        | 63   | 13th |
| 2009 | 125cc  | KTM FRR 125      | 紅牛KTM Motorsport       | 16   | 0    | 1      | 2    | 1        | 94   | 8th  |
| 2010 | 125cc  | Derbi RSA 125    | 紅牛Ajo Motorsport       | 17   | 10   | 12     | 12   | 8        | 310  | 1st  |
| 2011 | Moto2  | Suter MMXI       | 加泰隆尼亞銀行力豹仕車隊 | 15   | 7    | 11     | 7    | 2        | 251  | 2nd  |
| 2012 | Moto2  | Suter MMXII      | 加泰隆尼亞銀行力豹仕車隊 | 17   | 9    | 14     | 7    | 5        | 328  | 1st  |
| 2013 | MotoGP | Honda RC213V     | 力豹仕本田車隊           | 18   | 6    | 16     | 9    | 11       | 334  | 1st  |
| 2014 | MotoGP | Honda RC213V     | 力豹仕本田車隊           | 18   | 13   | 14     | 13   | 12       | 362  | 1st  |
| 2015 | MotoGP | Honda RC213V     | 力豹仕本田車隊           | 18   | 5    | 9      | 8    | 7        | 242  | 3rd  |
| 2016 | MotoGP | Honda RC213V     | 力豹仕本田車隊           | 18   | 5    | 12     | 7    | 4        | 298  | 1st  |
| 2017 | MotoGP | Honda RC213V     | 力豹仕本田車隊           | 18   | 6    | 12     | 8    | 3        | 298  | 1st  |
| 2018 | MotoGP | Honda RC213V     | 力豹仕本田車隊           | 18   | 9    | 14     | 7    | 7        | 321  | 1st  |
| 2019 | MotoGP | Honda RC213V     | 力豹仕本田車隊           | 19   | 12   | 18     | 10   | 12       | 420  | 1st  |
| 2020 | MotoGP | Honda RC213V     | 力豹仕本田車隊           | 1    | 0    | 0      | 0    | 1        | 0    | NC   |
| 2021 | MotoGP | Honda RC213V     | 力豹仕本田車隊           | 14   | 3    | 4      | 0    | 2        | 142  | 7th  |
| 2022 | MotoGP | Honda RC213V     | 力豹仕本田車隊           | 12   | 0    | 1      | 1    | 0        | 113  | 13th |
| 2023 | MotoGP | Honda RC213V     | 力豹仕本田車隊           | 15   | 0    | 1      | 1    | 0        | 96   | 14th |
| 2024 | MotoGP | Desmosedici GP23 | 格雷西尼車隊             | 20   | 3    | 10     | 2    | 3        | 392  | 3rd  |
| 2025 | MotoGP | Desmosedici GP25 | 杜卡迪聯想車隊           | 13   | 9    | 11     | 7    | 6        | 418* | 1st  |
| 總計 |        |                  |                          | 280  | 97   | 161    | 101  | 85       | 4482 |      |

#### 年度成績
| 底色 | 代表意義     |
| ---- | ------------ |
| 金   | 冠軍         |
| 銀   | 亞軍         |
| 銅   | 季軍         |
| 綠   | 完賽並得分   |
| 藍   | 完賽未得分   |
| 紫   | 未完賽 (Ret) |
| 白   | 未發車 (DNS) |
| 白   | 賽事取消 (C) |
| 無   | 未參賽       |

(粗体表示杆位，斜体表示最快圈)
| 年分 | 級別   | 車隊   | 1           | 2              | 3          | 4         | 5            | 6             | 7               | 8          | 9          | 10          | 11            | 12         | 13          | 14         | 15           | 16                | 17           | 18          | 19           | 20            | 名次 | 積分 |
| ---- | ------ | ------ | ----------- | -------------- | ---------- | --------- | ------------ | ------------- | --------------- | ---------- | ---------- | ----------- | ------------- | ---------- | ----------- | ---------- | ------------ | ----------------- | ------------ | ----------- | ------------ | ------------- | ---- | ---- |
| 2008 | 125cc  | KTM    | 卡達        | 西班牙 WD      | 葡萄牙 18  | 中國 12   | 法國 Ret     | 義大利 19     | 加泰羅尼亞 10   | 英國 3     | 荷蘭 Ret   | 德國 9      | 捷克 Ret      | 聖馬利諾 4 | 印第安納 6  | 日本 Ret   | 澳洲 9       | 馬來西亞 WD       | 瓦倫西亞     |             |              |               | 13th | 63   |
| 2009 | 125cc  | KTM    | 卡達 Ret    | 日本 5         | 西班牙 3   | 法國 Ret  | 義大利 5     | 加泰羅尼亞 5  | 荷蘭 10         | 德國 16    | 英國 15    | 捷克 8      | 印第安納 6    | 聖馬利諾 4 | 葡萄牙 Ret  | 澳洲 9     | 馬來西亞 Ret | 瓦倫西亞 17       |              |             |              |               | 8th  | 94   |
| 2010 | 125cc  | Derbi  | 卡達 3      | 西班牙 Ret     | 法國 3     | 義大利 1  | 英國 1       | 荷蘭 1        | 加泰羅尼亞 1    | 德國 1     | 捷克 7     | 印第安納 10 | 聖馬利諾 1    | 阿拉贡 Ret | 日本 1      | 馬來西亞 1 | 澳洲 1       | 葡萄牙 1          | 瓦倫西亞 4   |             |              |               | 1st  | 310  |
| 2011 | Moto2  | Suter  | 卡達 Ret    | 西班牙 Ret     | 葡萄牙 21  | 法國 1    | 加泰罗尼亚 2 | 英國 Ret      | 荷蘭 1          | 義大利 1   | 德國 1     | 捷克 2      | 印第安納 1    | 聖馬利諾 1 | 阿拉贡 1    | 日本 2     | 澳洲 3       | 馬來西亞 DNS      | 瓦倫西亞 WD  |             |              |               | 2nd  | 251  |
| 2012 | Moto2  | Suter  | 卡達 1      | 西班牙 2       | 葡萄牙 1   | 法國 Ret  | 加泰罗尼亚 3 | 英國 3        | 荷蘭 1          | 德國 1     | 義大利 5   | 印第安納 1  | 捷克 1        | 聖馬利諾 1 | 阿拉贡 2    | 日本 1     | 馬來西亞 Ret | 澳洲 2            | 瓦倫西亞 1   |             |              |               | 1st  | 328  |
| 2013 | MotoGP | Honda  | 卡達 3      | 美國 1         | 西班牙 2   | 法國 3    | 義大利 Ret   | 加泰羅尼亞 3  | 荷蘭 2          | 德國 1     | 美國 1     | 印第安納 1  | 捷克 1        | 英國 2     | 聖馬利諾 2  | 阿拉貢 1   | 馬來西亞 2   | 澳洲 DSQ          | 日本 2       | 瓦倫西亞 3  |              |               | 1st  | 334  |
| 2014 | MotoGP | Honda  | 卡達 1      | 美國 1         | 阿根廷 1   | 西班牙 1  | 法國 1       | 義大利 1      | 加泰羅尼亞 1    | 荷蘭 1     | 德國 1     | 印第安納 1  | 捷克 4        | 英國 1     | 聖馬利諾 15 | 阿拉貢 13  | 日本 2       | 澳洲 Ret          | 馬來西亞 1   | 瓦倫西亞 1  |              |               | 1st  | 362  |
| 2015 | MotoGP | Honda  | 卡達 5      | 美國 1         | 阿根廷 Ret | 西班牙 2  | 法國 4       | 義大利 Ret    | 加泰羅尼亞 Ret  | 荷蘭 2     | 德國 1     | 印第安納 1  | 捷克 2        | 英國 Ret   | 聖馬利諾 1  | 阿拉貢 Ret | 日本 4       | 澳洲 1            | 馬來西亞 Ret | 瓦倫西亞 2  |              |               | 3rd  | 242  |
| 2016 | MotoGP | Honda  | 卡達 3      | 阿根廷 1       | 美國 1     | 西班牙 3  | 法國 13      | 義大利 2      | 加泰羅尼亞 2    | 荷蘭 2     | 德國 1     | 奧地利 5    | 捷克 3        | 英國 4     | 聖馬利諾 4  | 阿拉貢 1   | 日本 1       | 澳洲 Ret          | 馬來西亞 11  | 瓦倫西亞 2  |              |               | 1st  | 298  |
| 2017 | MotoGP | Honda  | 卡達 4      | 阿根廷 Ret     | 美國 1     | 西班牙 2  | 法國 Ret     | 義大利 6      | 加泰羅尼亞 2    | 荷蘭 3     | 德國 1     | 捷克 1      | 奧地利 2      | 英國 Ret   | 聖馬利諾 1  | 阿拉貢 1   | 日本 2       | 澳洲 1            | 馬來西亞 4   | 瓦倫西亞 3  |              |               | 1st  | 298  |
| 2018 | MotoGP | Honda  | 卡達 2      | 阿根廷 18      | 美國 1     | 西班牙 1  | 法國 1       | 義大利 16     | 加泰羅尼亞 2    | 荷蘭 1     | 德國 1     | 捷克 3      | 奧地利 2      | 英國 C     | 聖馬利諾 2  | 阿拉貢 1   | 泰國 1       | 日本 1            | 澳洲 Ret     | 馬來西亞 1  | 瓦倫西亞 Ret |               | 1st  | 321  |
| 2019 | MotoGP | Honda  | 卡達 2      | 阿根廷 1       | 美國 Ret   | 西班牙 1  | 法國 1       | 義大利 2      | 加泰羅尼亞 1    | 荷蘭 2     | 德國 1     | 捷克 1      | 奧地利 2      | 英國 2     | 聖馬利諾 1  | 阿拉貢 1   | 泰國 1       | 日本 1            | 澳洲 1       | 馬來西亞 2  | 瓦倫西亞 1   |               | 1st  | 420  |
| 2020 | MotoGP | Honda  | 西班牙 Ret  | 安達盧西亞 DNS | 捷克       | 奧地利    | 史泰利亞     | 聖馬利諾      | 艾米利亞-羅馬涅 | 加泰羅尼亞 | 法國       | 阿拉貢      | 特魯埃爾      | 歐洲       | 瓦倫西亞    | 葡萄牙     |              |                   |              |             |              |               | NC   | 0    |
| 2021 | MotoGP | Honda  | 卡達        | 多哈           | 葡萄牙 7   | 西班牙 9  | 法國 Ret     | 義大利 Ret    | 加泰隆尼亞 Ret  | 德國 1     | 荷蘭 7     | 史泰利亞 8  | 奧地利 15     | 英國 Ret   | 亞拉岡 2    | 聖馬利諾 4 | 美國 1       | 艾米利亞-羅馬涅 1 | 阿爾加維     | 瓦倫西亞    |              |               | 7th  | 142  |
| 2022 | MotoGP | Honda  | 卡達 5      | 印尼 DNS       | 阿根廷     | 美國 6    | 葡萄牙 6     | 西班牙 4      | 法國 6          | 意大利 10  | 加泰隆尼亞 | 德國        | 荷蘭          | 英國       | 奧地利      | 聖馬利諾   | 亞拉岡 Ret   | 日本 4            | 泰國 5       | 澳洲 2      | 馬來西亞 7   | 瓦倫西亞 Ret  | 13th | 113  |
| 2023 | MotoGP | Honda  | 葡萄牙 Ret3 | 阿根廷         | 美國       | 西班牙    | 法國 Ret5    | 意大利 Ret7   | 德國 DNS        | 荷蘭 DNS   | 英國 Ret   | 奧地利 12   | 加泰隆尼亞 13 | 聖馬利諾 7 | 印度 93     | 日本 37    | 印尼 Ret     | 澳洲 15           | 泰國 64      | 馬來西亞 13 | 卡達 11      | 瓦倫西亞 Ret3 | 14th | 96   |
| 2024 | MotoGP | 杜卡迪 | 卡達 45     | 葡萄牙 162     | 美國 Ret2  | 西班牙 26 | 法國 2       | 加泰隆尼亞 32 | 意大利 42       | 荷蘭 10    | 德國 26    | 英國 4      | 奧地利 4      | 亞拉岡 1   | 聖馬利諾 15 | 意大利 34  | 印尼 Ret4    | 日本 3            | 澳洲 12      | 泰國 114    | 馬來西亞 122 | 巴塞隆拿 27   | 3rd  | 392  |
| 2025 | MotoGP | 杜卡迪 | 泰國 1      | 阿根廷 1       | 美國 Ret1  | 卡達 1    | 西班牙 121   | 法國 21       | 英國 32         | 亞拉岡 1   | 意大利 1   | 荷蘭 1      | 德國 1        | 捷克 1     | 奧地利 1    |            |              |                   |              |             |              |               | 1st* | 418* |

*賽季進行中

## 個人生活

馬爾克斯的蚂蚁图案

自2012年以来，馬爾克斯的图案一直是螞蟻。在他和他的团队使用的各种手套，头盔和维修区上可以看到这一点。他的团队昵称他是一只蚂蚁，用以比较这种动物，它虽然很小，但强度却可以承载其体重的100倍。罗马天主教徒马克斯与其他四名MotoGP车手于2018年9月在梵蒂冈会见了教皇方济各。 马尔克斯是加泰罗尼亚最成功的足球俱乐部巴塞罗那俱乐部的球迷，过去曾访问过该俱乐部及其球队。

## 外部連結
- MotoGP官方網站（英文） （页面存档备份，存于）
- Marquez官方網站 （页面存档备份，存于）